# Empire (журнал)
Empire (англ. empire — імперія) — щомісячний журнал про кінематограф, що видається у Великій Британії з липня 1989 року. З часу свого створення він є лідером на британському ринку кіночасописів, поступово витісняючи з нього свого найближчого конкурента «Total Film». Належить німецькій медіа-групі Bauer. Також виходить у США, Австралії, Туреччині, Росії і Португалії.
У Великій Британії Empire щороку вручає кінопремію Імперія (Empire Awards), яку присуджують читачі журналу. Спонсором премії до 2009 року була компанія Sony Ericsson, а тепер — компанія Jameson.

## Рейтинги найкращих фільмів
Журнал Empire час від часу проводить опитування читачів для з'ясування, якими є їх улюблені фільми.
Компіляція їхніх кінооглядів була опублікована в 2006 році як Empire Film Guide.

### 500 найвидатніших фільмів усіх часів
У вересні 2008 року за результатами опитування 10 000 читачів журналу, 150 кіновиробників і 50 кінокритиків Empire оприлюднив список 500 найвидатніших фільмів усіх часів. До першої десятки списку ввійшли такі стрічки:
1. Хрещений батько (1972) / The Godfather
2. Індіана Джонс: У пошуках втраченого ковчега, (1981) / Raiders of the Lost Ark
3. Зоряні війни: Імперія завдає удару у відповідь (1980) / Star Wars Episode V: The Empire Strikes Back
4. Втеча з Шоушенка (1994) / The Shawshank Redemption
5. Щелепи (1975) / Jaws
6. Славні хлопці (1990) / Goodfellas
7. Апокаліпсис сьогодні (1980) / Apocalypse Now
8. Співаючи під дощем (1952) / Singin' in the Rain
9. Бійцівський клуб (1999) / Fight Club
10. Кримінальне чтиво (1994) /Pulp Fiction

### 100 найкращих фільмів світового кінематографу
У 2010 році журнал склав список ста найкращих фільмів світового кінематографу. Вибір фільмів було обмежено тим, що до списку не могли увійти стрічки англійською мовою. Окрім того, при виборі кандидатів не розглядалися документальні фільми. Найбільше фільмів у Топ-100 Empire із Франції — 20 кінострічок, друге місце за фільмами з Японії — 12, третє місце з 10 фільмами за Німеччиною.
До списку 100 найкращих неангломовних фільмів також увійшли 6 анімаційних стрічок: «Віднесені привидами» (10-те місце), «Мій сусід Тоторо» (41-ше місце), «Привид в обладунках» (92-е місце) і «Акіра» (51-ше місце) — з Японії, «Персеполіс» (58-е місце) — з Ірану та ізраїльська анімаційна стрічка «Вальс з Баширом» (34-те місце).
| №   | Назва українською                           | Рік  | Режисер(и)                     | Оригінальна назва                        | Країна                    |
| --- | ------------------------------------------- | ---- | ------------------------------ | ---------------------------------------- | ------------------------- |
| 1   | Сім самураїв                                | 1954 | Акіра Куросава                 | Shichinin no samurai                     | Японія                    |
| 2   | Амелі                                       | 2001 | Жан-П'єр Жене                  | Le Fabuleux destin d'Amélie Poulain      | Франція Німеччина         |
| 3   | Броненосець «Потьомкін»                     | 1925 | Сергій Ейзенштейн              | Броненосец «Потемкин»                    | СРСР                      |
| 4   | Викрадачі велосипедів                       | 1948 | Вітторіо де Сіка               | Ladri di biciclette                      | Італія                    |
| 5   | Лабіринт Фавна                              | 2006 | Гільєрмо дель Торо             | El laberinto del fauno                   | Іспанія Мексика США       |
| 6   | Битва за Алжир                              | 1966 | Джилло Понтекорво              | La battaglia di Algeri                   | Італія Алжир              |
| 7   | Місто Бога                                  | 2002 | Фернанду Мейрелліш             | Cidade de Deus                           | Бразилія Франція          |
| 8   | Сьома печатка                               | 1957 | Інгмар Бергман                 | Det sjunde inseglet                      | Швеція                    |
| 9   | Плата за страх                              | 1953 | Анрі-Жорж Клузо                | Le salaire de la peur                    | Франція Італія            |
| 10  | Віднесені привидами                         | 2001 | Хаяо Міядзакі                  | Sen to Chihiro no kamikakushi            | Японія                    |
| 11  | Солодке життя                               | 1959 | Федеріко Фелліні               | La dolce vita                            | Італія Франція            |
| 12  | Метрополіс                                  | 1927 | Фріц Ланг                      | Metropolis                               | Веймарська республіка     |
| 13  | Правила гри                                 | 1939 | Жан Ренуар                     | La règle du jeu                          | Франція                   |
| 14  | Три кольори: Синій                          | 1993 | Кшиштоф Кесльовський           | Trois couleurs: Bleu                     | Франція Польща Швейцарія  |
| 14  | Три кольори: Білий                          | 1993 | Кшиштоф Кесльовський           | Trois couleurs: Blanc                    | Франція Польща Швейцарія  |
| 14  | Три кольори: Червоний                       | 1994 | Кшиштоф Кесльовський           | Trois couleurs: Rouge                    | Франція Польща Швейцарія  |
| 15  | Впусти мене                                 | 2008 | Томас Альфредсон               | Låt den rätte komma in                   | Швеція                    |
| 16  | Токійська повість                           | 1953 | Ясудзіро Одзу                  | Tôkyô monogatari                         | Японія                    |
| 17  | Пісня дороги                                | 1955 | Сатьяджит Рай                  | Pather Panchali                          | Індія                     |
| 17  | Нескорений                                  | 1956 | Сатьяджит Рай                  | Aparajito                                | Індія                     |
| 17  | Світ Апу                                    | 1959 | Сатьяджит Рай                  | Apur Sansar                              | Індія                     |
| 18  | Олдбой                                      | 2003 | Пак Чхан Ук                    | Oldeuboi                                 | Південна Корея            |
| 19  | Агірре, гнів божий                          | 1972 | Вернер Герцоґ                  | Aguirre, der Zorn Gottes                 | ФРН                       |
| 20  | І твою маму теж                             | 2001 | Альфонсо Куарон                | Y tu mamá también                        | Мексика                   |
| 21  | Носферату, симфонія жаху                    | 1922 | Фрідріх Вільгельм Мурнау       | Nosferatu, eine Symphonie des Grauens    | Веймарська республіка     |
| 22  | Расьомон                                    | 1950 | Акіра Куросава                 | Rashômon                                 | Японія                    |
| 23  | Дух вулика                                  | 1973 | Віктор Ерісе                   | El espíritu de la colmena                | Іспанія                   |
| 24  | Іди і дивись                                | 1985 | Елем Климов                    | Иди и смотри                             | СРСР                      |
| 25  | Підводний човен                             | 1981 | Вольфганг Петерсен             | Das Boot                                 | ФРН                       |
| 26  | Красуня і чудовисько                        | 1946 | Жан Кокто                      | La belle et la bête                      | Франція                   |
| 27  | Новий кінотеатр «Парадізо»                  | 1988 | Джузеппе Торнаторе             | Nuovo Cinema Paradiso                    | Італія Франція            |
| 28  | Підніми червоний ліхтар                     | 1991 | Чжан Імоу                      | Da hong deng long gao gao gua            | КНР Гонконг Тайвань       |
| 29  | Чотириста ударів                            | 1959 | Франсуа Трюффо                 | Les quatre cents coups                   | Франція                   |
| 30  | Подвійна рокіровка                          | 2002 | Вей Кеунг Лау, Сіу Фай Мак     | Mou gaan dou                             | Гонконг                   |
| 31  | Годзілла                                    | 1954 | Ісіро Хонда                    | Gojira                                   | Японія                    |
| 32  | Ненависть                                   | 1995 | Матьє Кассовітц                | La haine                                 | Франція                   |
| 33  | М                                           | 1931 | Фріц Ланг                      | M                                        | Веймарська республіка     |
| 34  | Вальс з Баширом                             | 2008 | Арі Фольман                    | Vals Im Bashir                           | Ізраїль Франція Німеччина |
| 35  | Велика ілюзія                               | 1937 | Жан Ренуар                     | La grande illusion                       | Франція                   |
| 36  | Декалог                                     | 1989 | Кшиштоф Кесльовський           | Dekalog                                  | Польща ФРН                |
| 37  | Рим, відкрите місто                         | 1945 | Роберто Росселліні             | Roma città aperta                        | Італія                    |
| 38  | Попіл і алмаз                               | 1958 | Анджей Вайда                   | Popiól i diament                         | Польща                    |
| 39  | Самурай                                     | 1967 | Жан-П'єр Мельвіль              | Le samouraï                              | Франція Італія            |
| 40  | Пригода                                     | 1960 | Мікеланджело Антоніоні         | L'avventura                              | Італія Франція            |
| 41  | Мій сусід Тоторо                            | 1988 | Хаяо Міядзакі                  | Tonari no Totoro                         | Японія                    |
| 42  | Любовний настрій                            | 2000 | Вонг Кар-Вай                   | Fa yeung nin wa                          | Гонконг Франція           |
| 43  | Сірано де Бержерак                          | 1990 | Жан-Поль Раппно                | Cyrano de Bergerac                       | Франція                   |
| 44  | Жити                                        | 1952 | Акіра Куросава                 | Ikiru                                    | Японія                    |
| 45  | Суспірія                                    | 1977 | Даріо Ардженто                 | Suspiria                                 | Італія                    |
| 46  | Жуль і Джим                                 | 1962 | Франсуа Трюффо                 | Jules et Jim                             | Франція                   |
| 47  | Десять                                      | 2002 | Аббас Кіаростамі               | Ten                                      | Іран США Франція          |
| 48  | Бункер                                      | 2004 | Олівер Гіршбігель              | Der Untergang                            | Німеччина Австрія Італія  |
| 49  | Канікули пана Юло                           | 1953 | Жак Таті                       | Les vacances de Monsieur                 | Франція                   |
| 50  | Поїзди під пильним спостереженням           | 1966 | Їржі Менцель                   | Ostře sledované vlaky                    | Чехословаччина            |
| 51  | Акіра                                       | 1988 | Кацухіро Отомо                 | Akira                                    | Японія                    |
| 52  | Тукі-Букі                                   | 1973 | Джибріл Діоп Мамбету           | Touki Bouki                              | Сенегал                   |
| 53  | Все про мою матір                           | 1999 | Педро Альмодовар               | Todo sobre mi madre                      | Іспанія Франція           |
| 54  | Свято                                       | 1998 | Томас Вінтерберг               | Festen                                   | Данія Швеція              |
| 55  | Лагаан: Одного разу в Індії                 | 2001 | Ашутош Говарікер               | Lagaan: Once Upon a Time in India        | Індія                     |
| 56  | Денна красуня                               | 1967 | Луїс Бунюель                   | Belle de jour                            | Франція Італія            |
| 57  | Центральний вокзал                          | 1998 | Волтер Саллес                  | Central do Brasil                        | Бразилія Франція          |
| 58  | Персеполіс                                  | 2007 | Венсан Паронно, Маржан Сатрапі | Persepolis                               | Франція США               |
| 59  | Рідний край: хроніки Німеччини              | 1984 | Едгар Райц                     | Heimat — Eine deutsche Chronik           | ФРН                       |
| 60  | Жан де Флоретт                              | 1986 | Клод Беррі                     | Jean de Florette                         | Франція Швейцарія Італія  |
| 60  | Манон з джерела                             | 1986 | Клод Беррі                     | Manon des sources                        | Франція Швейцарія Італія  |
| 61  | Ніж у воді                                  | 1962 | Роман Полянський               | Nóz w wodzie                             | Польща                    |
| 62  | Вісім з половиною                           | 1963 | Федеріко Фелліні               | 8½                                       | Італія Франція            |
| 63  | Пророк                                      | 2009 | Жак Одіар                      | Un prophète                              | Франція Італія            |
| 64  | Небо над Берліном                           | 1987 | Вім Вендерс                    | Der Himmel über Berlin                   | ФРН Франція               |
| 65  | Андалузький пес                             | 1929 | Луїс Бунюель                   | Un chien andalou                         | Франція                   |
| 66  | Тигр, що підкрадається, дракон, що зачаївся | 2000 | Енг Лі                         | Wo hu cang long                          | Тайвань Гонконг США       |
| 67  | Зникнення                                   | 1988 | Джордж Слейзер                 | Spoorloos                                | Нідерланди                |
| 68  | Соляріс                                     | 1972 | Андрій Тарковський             | Солярис                                  | СРСР                      |
| 69  | Дзвінок                                     | 1998 | Хідео Наката                   | Ringu                                    | Японія                    |
| 70  | Круто зварені                               | 1992 | Джон Ву                        | Lat sau san taam                         | Гонконг                   |
| 71  | Персона                                     | 1966 | Інгмар Бергман                 | Persona                                  | Швеція                    |
| 72  | Десять човнів                               | 2006 | Рольф Де Гір, Пітер Джигірр    | Ten Canoes                               | Австралія                 |
| 73  | Приховане                                   | 2004 | Міхаель Ганеке                 | Caché                                    | Франція Австрія Німеччина |
| 74  | Девдас                                      | 2002 | Санджай Ліла Бхансалі          | Devdas                                   | Індія                     |
| 75  | На останньому подиху                        | 1960 | Жан-Люк Годар                  | À bout de souffle                        | Франція                   |
| 76  | Ідіоти                                      | 1998 | Ларс фон Трієр                 | Idioterne                                | Данія                     |
| 77  | Будинок літаючих кинджалів                  | 2004 | Чжан Імоу                      | Shi mian mai fu                          | КНР Гонконг               |
| 78  | Жінки на межі нервового зриву               | 1988 | Педро Альмодовар               | Mujeres al borde de un ataque de nervios | Іспанія                   |
| 79  | Банда аутсайдерів                           | 1964 | Жан-Люк Годар                  | Bande à part                             | Франція                   |
| 80  | Мати Індія                                  | 1957 | Мехбуб Кхан                    | Mother India                             | Індія                     |
| 81  | Чудовисько                                  | 2006 | Пон Чжун Хо                    | Goemul                                   | Південна Корея            |
| 82  | Королівська битва                           | 2000 | Кіндзі Фукасаку                | Batoru rowaiaru                          | Японія                    |
| 83  | Ксала (Безсилля)                            | 1975 | Усман Сембен                   | Xala                                     | Сенегал                   |
| 84  | Орфей                                       | 1950 | Жан Кокто                      | Orphée                                   | Франція                   |
| 85  | Конформіст                                  | 1970 | Бернардо Бертолуччі            | Il conformista                           | Італія Франція ФРН        |
| 86  | Біжи, Лоло, біжи                            | 1998 | Том Тиквер                     | Lola rennt                               | Німеччина                 |
| 87  | Андрій Рубльов                              | 1966 | Андрій Тарковський             | Андрей Рублёв                            | СРСР                      |
| 88  | Ленінградські ковбої їдуть в Америку        | 1989 | Акі Каурісмякі                 | Serbuan maut                             | Швеція Фінляндія          |
| 89  | Любов білявки                               | 1965 | Мілош Форман                   | Lásky jedné plavovlásky                  | Чехословаччина            |
| 90  | Ріфіфі                                      | 1955 | Жуль Дассен                    | Du rififi chez les hommes                | Франція                   |
| 91  | Ґуд бай, Ленін!                             | 2003 | Вольфганг Беккер               | Good Bye Lenin!                          | Німеччина                 |
| 92  | Привид в обладунках                         | 1995 | Мамору Осії                    | Kôkaku Kidôtai                           | Японія                    |
| 93  | Четвертий чоловік                           | 1983 | Пол Верховен                   | De vierde man                            | Нідерланди                |
| 94  | Яскраве світло                              | 1987 | Сулейман Сіссе                 | Yeelen                                   | Малі Буркіна-Фасо Франція |
| 95  | Шлях дракона                                | 1972 | Брюс Лі                        | Meng long guo jiang                      | Гонконг                   |
| 96  | Делікатеси                                  | 1990 | Марк Каро, Жан-П'єр Жене       | Delicatessen                             | Франція                   |
| 97  | Прощавай, моя наложнице                     | 1992 | Чень Кайге                     | Ba wang bie ji                           | КНР Гонконг               |
| 98  | Смута                                       | 1985 | Акіра Куросава                 | Ran                                      | Японія Франція            |
| 99  | Залізна мавпа                               | 1993 | Юень Воо-пін                   | Siu Nin Wong Fei Hung Chi: Tit Ma Lau    | Гонконг                   |
| 100 | Нічна варта                                 | 2004 | Тимур Бекмамбетов              | Ночной дозор                             | Росія                     |

У червні 2017 року Empire опублікував новий рейтинг 100 найвеличніших фільмів в історії, складений за результатами опитування 20 тисяч кінолюбителів.
| №   | Назва українською                              | Рік  | Режисер(и)                 | Оригінальна назва                                 | Країна                          |
| --- | ---------------------------------------------- | ---- | -------------------------- | ------------------------------------------------- | ------------------------------- |
| 1   | Хрещений батько                                | 1972 | Френсіс Форд Коппола       | The Godfather                                     | США                             |
| 2   | Зоряні війни: Імперія завдає удару у відповідь | 1980 | Ірвін Кершнер              | Star Wars: Episode V — The Empire Strikes Back    | США                             |
| 3   | Темний лицар                                   | 2008 | Крістофер Нолан            | The Dark Knight                                   | США                             |
| 4   | Втеча з Шоушенка                               | 1994 | Френк Дарабонт             | The Shawshank Redemption                          | США                             |
| 5   | Кримінальне чтиво                              | 1994 | Квентін Тарантіно          | Pulp Fiction                                      | США                             |
| 6   | Славні хлопці                                  | 1990 | Мартін Скорсезе            | GoodFellas                                        | США                             |
| 7   | Індіана Джонс: У пошуках втраченого ковчега    | 1981 | Стівен Спілберг            | Raiders Of The Lost Ark                           | США                             |
| 8   | Щелепи                                         | 1975 | Стівен Спілберг            | Jaws                                              | США                             |
| 9   | Зоряні війни: Нова надія                       | 1977 | Джордж Лукас               | Star Wars: Episode IV — A New Hope                | США                             |
| 10  | Володар перснів: Хранителі Персня              | 2001 | Пітер Джексон              | The Lord Of The Rings: The Fellowship Of The Ring | США, Нова Зеландія              |
| 11  | Назад у майбутнє                               | 1985 | Роберт Земекіс             | Back To The Future                                | США                             |
| 12  | Хрещений батько 2                              | 1974 | Френсіс Форд Коппола       | The Godfather Part II                             | США                             |
| 13  | Той, хто біжить по лезу                        | 1982 | Рідлі Скотт                | Blade Runner                                      | США, Гонконг, Велика Британія   |
| 14  | Чужий                                          | 1979 | Рідлі Скотт                | Alien                                             | США, Велика Британія            |
| 15  | Чужі                                           | 1986 | Джеймс Кемерон             | Aliens                                            | США                             |
| 16  | Володар перснів: Повернення короля             | 2003 | Пітер Джексон              | The Lord Of The Rings: The Return Of The King     | США, Нова Зеландія              |
| 17  | Бійцівський клуб                               | 1999 | Девід Фінчер               | Fight Club                                        | США                             |
| 18  | Початок                                        | 2010 | Крістофер Нолан            | Inception                                         | США                             |
| 19  | Парк Юрського періоду                          | 1993 | Стівен Спілберг            | Jurassic Park                                     | США                             |
| 20  | Міцний горішок                                 | 1988 | Джон МакТірнан             | Die Hard                                          | США                             |
| 21  | 2001: Космічна одіссея                         | 1968 | Стенлі Кубрик              | 2001: A Space Odyssey                             | США                             |
| 22  | Апокаліпсис сьогодні                           | 1979 | Френсіс Форд Коппола       | Apocalypse Now                                    | США                             |
| 23  | Володар перснів: Дві вежі                      | 2002 | Пітер Джексон              | The Lord Of The Rings: The Two Towers             | США, Нова Зеландія              |
| 24  | Матриця                                        | 1999 | Брати Вачовські            | The Matrix                                        | США                             |
| 25  | Термінатор 2: Судний день                      | 1991 | Джеймс Кемерон             | Terminator 2: Judgment Day                        | США                             |
| 26  | Протистояння                                   | 1995 | Майкл Манн                 | Heat                                              | США                             |
| 27  | Хороший, поганий, злий                         | 1966 | Серджо Леоне               | The Good, The Bad And The Ugly                    | Італія, Іспанія, Німеччина, США |
| 28  | Касабланка                                     | 1942 | Майкл Кертіс               | Casablanca                                        | США                             |
| 29  | Великий Лебовські                              | 1998 | Брати Коен                 | The Big Lebowski                                  | США                             |
| 30  | Сім                                            | 1995 | Девід Фінчер               | Seven                                             | США                             |
| 31  | Таксист                                        | 1976 | Мартін Скорсезе            | Taxi Driver                                       | США                             |
| 32  | Звичайні підозрювані                           | 1995 | Браян Сінгер               | The Usual Suspects                                | США                             |
| 33  | Список Шиндлера                                | 1993 | Стівен Спілберг            | Schindler's List                                  | США                             |
| 34  | Вартові галактики                              | 2014 | Джеймс Ґанн                | Guardians Of The Galaxy                           | США                             |
| 35  | Сяйво                                          | 1980 | Стенлі Кубрик              | The Shining                                       | США, Велика Британія            |
| 36  | Відступники                                    | 2006 | Мартін Скорсезе            | The Departed                                      | США, Гонконг                    |
| 37  | Щось                                           | 1982 | Джон Карпентер             | John Carpenter’s The Thing                        | США                             |
| 38  | Шалений Макс: Дорога гніву                     | 2015 | Джордж Міллер              | Mad Max: Fury Road                                | США, Австралія                  |
| 39  | Врятувати рядового Раяна                       | 1998 | Стівен Спілберг            | Saving Private Ryan                               | США                             |
| 40  | 12 розгніваних чоловіків                       | 1957 | Сідні Люмет                | 12 Angry Men                                      | США                             |
| 41  | Вічне сяйво чистого розуму                     | 2004 | Мішель Гондрі              | Eternal Sunshine Of The Spotless Mind             | США                             |
| 42  | Нафта                                          | 2007 | Пол Томас Андерсон         | There Will Be Blood                               | США                             |
| 43  | Пролітаючи над гніздом зозулі                  | 1975 | Мілош Форман               | One Flew Over The Cuckoo's Nest                   | США                             |
| 44  | Гладіатор                                      | 2000 | Рідлі Скотт                | Gladiator                                         | США, Велика Британія            |
| 45  | Драйв                                          | 2011 | Ніколас Віндінґ Рефн       | Drive                                             | США                             |
| 46  | Громадянин Кейн                                | 1941 | Орсон Веллс                | Citizen Kane                                      | США                             |
| 47  | Інтерстеллар                                   | 2014 | Крістофер Нолан            | Interstellar                                      | США, Велика Британія            |
| 48  | Мовчання ягнят                                 | 1991 | Джонатан Деммі             | The Silence Of The Lambs                          | США                             |
| 49  | На голці                                       | 1996 | Денні Бойл                 | Trainspotting                                     | Велика Британія                 |
| 50  | Лоуренс Аравійський                            | 1962 | Девід Лін                  | Lawrence Of Arabia                                | Велика Британія                 |
| 51  | Це дивовижне життя                             | 1946 | Френк Капра                | It's a Wonderful Life                             | США                             |
| 52  | Одного разу на Дикому Заході                   | 1968 | Серджо Леоне               | Once Upon A Time In The West                      | Італія, США                     |
| 53  | Психо                                          | 1960 | Альфред Гічкок             | Psycho                                            | США                             |
| 54  | Запаморочення                                  | 1958 | Альфред Гічкок             | Vertigo                                           | США                             |
| 55  | Лабіринт Фавна                                 | 2006 | Гільєрмо дель Торо         | El laberinto del fauno                            | Іспанія, Мексика, США           |
| 56  | Скажені пси                                    | 1992 | Квентін Тарантіно          | Reservoir Dogs                                    | США                             |
| 57  | Одержимість                                    | 2014 | Демієн Шазелл              | Whiplash                                          | США                             |
| 58  | Безславні виродки                              | 2009 | Квентін Тарантіно          | Inglourious Basterds                              | США, Німеччина                  |
| 59  | Іншопланетянин                                 | 1982 | Стівен Спілберг            | E.T. the Extra-Terrestrial                        | США                             |
| 60  | Краса по-американськи                          | 1999 | Сем Мендес                 | American Beauty                                   | США                             |
| 61  | Форрест Гамп                                   | 1994 | Роберт Земекіс             | Forrest Gump                                      | США                             |
| 62  | Ла-Ла Ленд                                     | 2016 | Демієн Шазелл              | La La Land                                        | США                             |
| 63  | Донні Дарко                                    | 2001 | Річард Келлі               | Donnie Darko                                      | США                             |
| 64  | Таємниці Лос-Анджелеса                         | 1997 | Кертіс Генсон              | L.A. Confidential                                 | США                             |
| 65  | Месники                                        | 2012 | Джосс Відон                | Avengers Assemble                                 | США                             |
| 66  | Зоряні війни: Повернення джедая                | 1983 | Річард Маркуенд            | Star Wars: Return Of The Jedi                     | США                             |
| 67  | Пам'ятай                                       | 2000 | Крістофер Нолан            | Memento                                           | США                             |
| 68  | Мисливці на привидів                           | 1984 | Айван Райтман              | Ghostbusters                                      | США                             |
| 69  | Співаючи під дощем                             | 1952 | Джин Келлі, Стенлі Донен   | Singin' In The Rain                               | США                             |
| 70  | Король Лев                                     | 1994 | Роджер Аллерс, Роб Мінкофф | The Lion King                                     | США                             |
| 71  | Круті фараони                                  | 2007 | Едгар Райт                 | Hot Fuzz                                          | Велика Британія                 |
| 72  | Вікно у двір                                   | 1954 | Альфред Гічкок             | Rear Window                                       | США                             |
| 73  | Сім самураїв                                   | 1954 | Акіра Куросава             | 七人の侍                                          | Японія                          |
| 74  | Малголленд Драйв                               | 2001 | Девід Лінч                 | Mulholland Drive                                  | США, Франція                    |
| 75  | Фарґо                                          | 1996 | Джоел Коен                 | Fargo                                             | США                             |
| 76  | Механічний апельсин                            | 1971 | Стенлі Кубрик              | A Clockwork Orange                                | Велика Британія                 |
| 77  | Історія іграшок                                | 1995 | Джон Лассетер              | Toy Story                                         | США                             |
| 78  | Олдбой                                         | 2003 | Пак Чхан Ук                | Oldboy / 올드보이                                 | Південна Корея                  |
| 79  | Перший месник: Протистояння                    | 2016 | Ентоні Руссо, Джо Руссо    | Captain America: Civil War                        | США                             |
| 80  | Сен і Тіхіро у полоні духів                    | 2001 | Тосіо Судзукі              | Spirited Away                                     | Японія                          |
| 81  | Соціальна мережа                               | 2010 | Давид Фінчер               | The Social Network                                | США                             |
| 82  | У джазі тільки дівчата                         | 1959 | Біллі Вайлдер              | Some Like It Hot                                  | США                             |
| 83  | Справжнє кохання                               | 1993 | Тоні Скотт                 | True Romance                                      | США                             |
| 84  | Роккі                                          | 1976 | Джон Евілдсен              | Rocky                                             | США                             |
| 85  | Леон                                           | 1994 | Люк Бессон                 | Léon                                              | Франція                         |
| 86  | Індіана Джонс і останній хрестовий похід       | 1989 | Стівен Спілберг            | Indiana Jones And The Last Crusade                | США                             |
| 87  | Хижак                                          | 1987 | Джон МакТірнан             | Predator                                          | США                             |
| 88  | Той, що виганяє диявола                        | 1973 | Вільям Фрідкін             | The Exorcist                                      | США                             |
| 89  | Зомбі по імені Шон                             | 2004 | Едгар Райт                 | Shaun Of The Dead                                 | Велика Британія, Франція        |
| 90  | Старим тут не місце                            | 2007 | Джоел Коен, Ітан Коен      | No Country For Old Men                            | США                             |
| 91  | Престиж                                        | 2006 | Крістофер Нолан            | The Prestige                                      | США                             |
| 92  | Термінатор                                     | 1984 | Джеймс Кемерон             | The Terminator                                    | США                             |
| 93  | Принцеса-наречена                              | 2006 | Роб Райнер                 | The Princess Bride                                | США                             |
| 94  | Труднощі перекладу                             | 2003 | Софія Коппола              | Lost In Translation                               | США                             |
| 95  | Прибуття                                       | 2016 | Дені Вільньов              | Arrival                                           | США                             |
| 96  | Розумник Вілл Гантінґ                          | 1997 | Ґас Ван Сент               | Good Will Hunting                                 | США                             |
| 97  | Титанік                                        | 1997 | Джеймс Кемерон             | Titanic                                           | США                             |
| 98  | Амелі                                          | 2001 | Жан-П'єр Жене              | Amélie                                            | Німеччина, Франція              |
| 99  | Скажений бик                                   | 1980 | Мартін Скорсезе            | Raging Bull                                       | США                             |
| 100 | Залишся зі мною                                | 1986 | Роб Райнер                 | Stand By Me                                       | США                             |